# 颱風愛倫 (1983年)
颱風愛倫（英語：Typhoon Ellen，國際編號：8309，聯合颱風警報中心：10W，菲律賓大氣地球物理和天文管理局：Herming），是1983年太平洋颱風季中的一個熱帶氣旋。愛倫於1983年8月在中太平洋生成後，於西北太平洋發展，掠過巴林坦海峽及東沙群島，橫越南中國海，然後正面吹襲香港，之後在澳門及珠海之間登陸並移入內陸。香港一度為愛倫懸掛十號颶風信號長達8小時，並造成10死12失蹤333傷，香港直接經濟損失達3億港元以上，是影響香港最強的熱帶氣旋之一。愛倫是唯一從北太平洋中部（約西經170度左右）遠處進入南海後再吹襲香港的颱風，中心持續風力每小時超過230公里（125海浬），是香港於1980年代唯一懸掛九號和十號信號的颱風，亦是戰後令香港懸掛十號風球的颱風中，生成位置最東的一個。

## 發展過程
數據已換算至現今普遍使用單位。
8月26日在國際換日線以東，約西經170度，北緯10度上出現一熱帶擾動。28日，該擾動向西移過換日線，並逐漸增強，29日增強為熱帶低氣壓愛倫（Ellen）。
9月4日，愛倫在馬尼拉以東約960公里之西太平洋上增強為颱風。愛倫隨後向西北方向移動，趨向巴林坦海峽；同時在9月5日晚上迅速增強。9月5日晚上11時43分（世界時）的一次美軍氣象偵察飛行測得愛倫中心氣壓為928百帕，比12小時前下降了28百帕，其中心風速則為每小時約230公里(海平面風速約每小時110海浬)。之後愛倫以時速約19公里橫過巴林坦海峽，並有所減弱。9月6日晚上11時（世界時，香港時間9月7日早上7時）的另一次氣象偵察飛行測得愛倫中心氣壓回升至966百帕，中心風速約每小時140公里(持續海平面風速約每小時70海浬)。愛倫於9月7日早上進入南海，以時速約15公里的速度趨向東沙群島，並再次稍為增強。9月8日早上1時（世界時，香港時間9月8日早上9時），愛倫在東沙西南約28公里附近掠過。十多艘台灣及香港漁船在東沙避風被吹沉，40多名漁民失蹤。
掠過東沙後愛倫持續向西北偏西方向以時速約15公里向珠江口方向移動。9月9日早上7時（當地時間），愛倫最接近香港，當時其中心位於大嶼山西南角海域附近約13公里。愛倫之後橫越珠江口，在早上8時半在澳門以北約10公里的珠海唐家處登陸移入內陸。下午4時，其中心在廣州以西約19公里。廣州的珠江水位創下1942年以後的歷史新高。其後愛倫進一步移入內陸，在當天晚上消散。

## 影響

### 英屬香港
- 當地懸掛之最高熱帶氣旋警告信號： 十號颶風信號
- 最接近當地時間：1983年9月9日早上7時
- 最接近當地位置：皇家香港天文台[註 1]總部之西南約45公里

皇家香港天文台在9月7日清晨5時正懸掛一號戒備信號，當時愛倫集結於香港之東南偏東約780公里。香港吹微風，主要是偏東風。翌日早上轉吹偏北風。天文台在早上7時45分改掛三號強風信號，下午風力達到清勁至強風程度。天文台在下午4時45分改掛八號東北烈風或暴風信號。至晚上9時正，香港普遍吹強風程度北至東北風，橫欄島則吹烈風。午夜至凌晨1時期間，橫瀾島的平均風速由每小時109公里迅速上升至141公里。天文台在9月9日凌晨1時正改掛九號烈風或暴風風力增強信號，再在凌晨2時正改掛十號颶風信號。隨着愛倫向西北移動，掠過香港以南，香港開始吹起颶風，而橫瀾島最先錄得颶風。清晨4時至5時期間，橫瀾島錄得最高平均風速為每小時159公里。早上6時至7時期間，長洲錄得最高平均風速為每小時167公里，陣風更達每小時237公里。隨後數小時香港多處繼續受颶風影響。早上7時，愛倫最接近香港，當時其中心位於天文台總部西南45公里（大嶼山西南角海域附近約13公里）。長洲的風力在早上10時左右降至颶風程度以下，天文台改掛八號東南烈風或暴風信號取代十號信號。隨着愛倫進一步向西北移離，風向由東南轉為西南。天文台在下午2時正改掛八號西南烈風或暴風信號，取代八號東南信號。當烈風減弱時，天文台在下午5時37分改掛三號信號取代八號西南信號。風力在晚間大部份時間仍然達清勁至強風程度，風勢疾勁。所有信號在於晚上9時20分除下。
9月7日香港天晴炎熱。當香港開始受愛倫的外圍雨帶影響時，9月8日轉為多雲，早上有零散狂風驟雨及雷暴。隨着愛倫晚間靠近香港，雨勢變得頻密。9月9日大部份時間仍然密雲有狂風大雨。翌日天氣好轉，有零散驟雨，部份時間有陽光。
愛倫吹襲期間，在香港總共造成10人死亡、12人失蹤及333人受傷， 死亡人數中包括一名高級消防隊長，44艘遠洋船遇險，22艘共25萬噸擱淺，23艘碰撞。其中1艘9,300噸的台灣貨船撞向青衣美孚油庫，油庫卸油裝置完全被破壞。一艘6000噸塞浦路斯貨輪撞上長洲東灣。300多艘小艇及遊艇沉沒，一艘56米風帆在香港以南12海浬遇險，船上9人只有1名日本籍男子獲救。新界及大嶼山約80,000戶停電，市區內150處水浸，當中美孚新邨水深達2米。新界農作物損失約港幣5000萬。保險業在風災中的賠償在港幣3億元以上。愛倫共為香港帶來262毫米的雨量，引致香港17個水塘中的11個（包括萬宜水庫）滿溢。而同年上半年興建之地下鐵路上環站及匯豐銀行大廈工程則不受影響，並如期於1986年上半年完成。
| 青山 · 89 km/h大澳 · 113 km/h鯉魚門 · 126 km/h格仔山 · 104 km/h葵涌 · 110 km/h赤柱 · 161 km/h天文台 · 85 km/h長洲 · 170 km/h橫瀾島 · 159 km/h大老山 · 126 km/h 皇家香港天文台於部分地區錄得之最高每小時平均風速。圖例： · 代表錄得烈風 · 代表錄得暴風 · 代表錄得颶風 | 青山 · 170 km/h大澳 · 220 km/h鯉魚門 · 190 km/h格仔山 · 202 km/h葵涌 · 169 km/h赤柱 · 248 km/h天文台 · 190 km/h長洲 · 237 km/h橫瀾島 · 226 km/h大老山 · 219 km/h 皇家香港天文台於部分地區錄得之最高陣風風速。圖內所有地區風速皆達到颶風程度 · 代表估計陣風風速。當地實際的陣風風速因為超出了風速計的上限而無法釐定。 |

### 葡屬澳門
- 當地懸掛之最高熱帶氣旋信號： 十號風球
- 最接近當地位置：澳門東北7公里

澳門水浸交通電訊中斷，內港四、五十艘漁船和水上居民住家艇沉沒，釀成19死3傷，是自1937年丁丑風災導致21人罹難後，澳門最多人喪生的風災。財物損失約1千多萬澳門元。1983年也是癸亥年，無獨有偶，本世紀前後的兩次“癸亥風災”，都給澳門造成了嚴重的災情。

### 中國大陸
愛倫為廣東省8個縣帶來嚴重災害，最少16人死亡，92人受傷。

## 熱帶氣旋警告使用紀錄

### 臺灣
| 中央氣象局 颱風警報 | 中央氣象局 颱風警報 | 中央氣象局 颱風警報 |
| ------------------- | ------------------- | ------------------- |
| 上一熱帶氣旋        | 海上颱風警報        | 下一熱帶氣旋        |
| 強烈颱風艾貝        | 海上颱風警報        | 強烈颱風佛瑞特      |
| 強烈颱風韋恩        | 陸上颱風警報        | 輕度颱風魏恩        |

### 英屬香港
| 皇家香港天文台 熱帶氣旋警告信號 | 皇家香港天文台 熱帶氣旋警告信號 | 皇家香港天文台 熱帶氣旋警告信號 |
| ------------------------------- | ------------------------------- | ------------------------------- |
| 上一熱帶氣旋                    | 一號戒備信號                    | 下一熱帶氣旋                    |
| 超強颱風韋恩                    | 一號戒備信號                    | 強烈熱帶風暴喬冶亞              |
| 颱風薇拉                        | 三號強風信號                    | 強烈熱帶風暴喬冶亞              |
| 強烈熱帶風暴林茵                | 八號東北烈風或暴風信號          | 颱風喬伊                        |
| 強烈熱帶風暴林茵                | 八號東南烈風或暴風信號          | 颱風喬伊                        |
| 強烈熱帶風暴愛娜斯              | 八號西南烈風或暴風信號          | 超強颱風蓓姬                    |
| 強烈熱帶風暴林茵                | 八號烈風或暴風信號              | 颱風喬伊                        |
| 超強颱風荷貝                    | 九號烈風或暴風風力增強信號      | 颱風維克托                      |
| 超強颱風荷貝                    | 十號颶風信號                    | 颱風約克                        |

### 葡屬澳門
| 地球物理暨氣象台 熱帶氣旋信號 | 地球物理暨氣象台 熱帶氣旋信號 | 地球物理暨氣象台 熱帶氣旋信號 |
| ----------------------------- | ----------------------------- | ----------------------------- |
| 上一熱帶氣旋                  | 一號風球                      | 下一熱帶氣旋                  |
| 颱風韋恩                      | 一號風球                      | 熱帶風暴喬治亞                |
| 颱風韋恩                      | 三號風球                      | 熱帶風暴喬治亞                |
| 熱帶風暴林茵                  | 八號東北風球                  | 颱風喬伊                      |
| 熱帶風暴林茵                  | 八號西南風球                  | 強烈熱帶風暴貝姬              |
| 颱風荷貝                      | 九號風球                      | 颱風布倫達                    |
| 颱風荷貝                      | 十號風球                      | 颱風布倫登                    |
| 熱帶風暴林茵                  | 八號風球                      | 颱風喬伊                      |

## 註解
1. 1 2 3 4  香港天文台當時的名稱。
2. 1 2  皇家香港天文台在當時是使用節 (英文: Knots)來顯示風速。這裡顯示的風速是由節轉換成公里。
3. 1 2  風速描述術語以香港天文台風力準則為準。

## 外部連結
- 香港天文台：颱風愛倫（英文）
- 美國聯合颱風警告中心：1983年報告（英文）
- 歷年天災的回顧 （页面存档备份，存于），香港天文台